# Цик (Великопольське воєводство)
Цик (пол. Cyk, нім. Klappstein) — село в Польщі, у гміні Шидлово Пільського повіту Великопольського воєводства.
У 1975-1998 роках село належало до Пільського воєводства.